# Арні Торарінссон
Арні Торарінссон (ісл. Árni Þórarinsson; 1 серпня 1950, Рейк'явік) — ісландський письменник.

## Біографія
Здобув ступінь бакалавра в 1973 році в Університеті Східної Англії в Норвічі, Англія.
Починав як журналіст, працював у пресі, на радіо та телебаченні. У 1989 році він був членом правління кінофестивалю в Рейк'явіку.
Того ж року вийшов друком його перший кримінальний роман. Він написав загалом більше десяти кримінальних романів, деякі з них перекладені англійською, французькою, італійською, іспанською та німецькою мовами.

## Твори

### Серія кримінальних романів Ейнара
- Nóttin hefur þúsund augu (1998)
- Hvíta kanínan (2000)
- Blátt tungl (2001)
- Tími nornarinnar (2005)
- Dauði trúðsins (2007)
- Sjöundi sonurinn (2008)
- Morgunengill (2010)
- Ár kattarins (2012)
- Glæpurinn — Ástarsaga (2013)
- 13 dagar (2016)

- Leyndardómar Reykjavíkur 2000 (кримінальний роман багатьох авторів з одним розділом Арні)